# Peucedanum harmsianum
Peucedanum harmsianum är en flockblommig växtart som beskrevs av H.Wolff. Peucedanum harmsianum ingår i släktet siljor, och familjen flockblommiga växter. Utöver nominatformen finns också underarten P. h. australe.